# Trainingsprinzip
Trainingsprinzipien sind Gesetzmäßigkeiten mit hoher Allgemeingültigkeit, welche beim Training berücksichtigt werden müssen. Hauptsächlich basieren diese auf biologischen Gesetzmäßigkeiten und stellen richtungsweisende und praktisch orientierte Grundsätze für das Training dar.

## Wichtige Trainingsprinzipien

### Prinzip des trainingswirksamen Reizes
Um eine anwendungsspezifische Auslösung der Anpassungsreaktionen hervorzurufen, müssen die jeweiligen Belastungskomponenten so aufeinander abgestimmt sein, dass die effektive Belastungsdosierung den kritischen Schwellenwert überschreitet. Dieses Prinzip ist eine Erweiterung des Reizschwellengesetzes. Man unterscheidet dabei in der Regel zwischen vier verschiedenen Reizschwellen (Reizstufenregel):
1. Unterschwelliger Reiz – bleibt wirkungslos.
2. Überschwellig, geringer Reiz – erhält das Trainingsniveau.
3. Überschwellig, mittlerer bis starker Reiz – ist die optimale Reizintensität.
4. Überschwellig, zu starker Reiz – schädigt das System.

Der individuelle Schwellenwert hängt dabei vor allem vom Trainingszustand des Sportlers ab, ist zum Teil aber auch genetisch vorherbestimmt.
Die Belastungsdosierung wird aus folgenden Belastungskomponenten zusammengesetzt:
- Die Intensität beschreibt die dem Sportler gegenüberstehenden Belastungsanforderungen (Anstrengungsgrad) und kann als Prozent der sportspezifischen Maximalleistung angegeben werden. Absolute Messgrößen sind Geschwindigkeit, maximale Herzfrequenz, Gewicht, Sprunghöhe, Schlagkraft etc.

- Die Dauer entspricht dem Zeitraum, während welchen der Reiz oder die Reizserie auf den Sportler einwirkt.

- Die Dichte beschreibt das Verhältnis von Belastung und Erholung in ihren gesamtzeitlichen Zusammenhang. Eine hohe Reizdichte zeichnet sich demnach durch eine Verkürzung der Pausen aus, während eine geringe Reizdichte dem Gegenbeispiel folgt. Eine höhere Dichte erhöht insgesamt die Belastungsintensität, da die Erholungszeit geringer ist.

- Der Umfang entspricht der Summe aller Einzelreize, z. B. der Summe aller Wiederholungen in den jeweiligen Serien, der zurückgelegten Gesamtstrecke, der Summe der bewegten Gewichte oder der Gesamtübungszeit.

### Prinzip der optimalen Gestaltung von Belastung und Erholung
Nach einer wirkungsvollen Trainingsbelastung (Trainingseinheit) benötigt der Organismus eine bestimmte Zeit zur Wiederherstellung (Regeneration), bevor die nächste gleichartige Belastung erfolgen sollte.
Biologische Grundlage ist das Phänomen der Superkompensation, dem zufolge es nach einem entsprechend starken Belastungsreiz nicht nur zur Wiederherstellung des Ausgangsniveaus, sondern zu einer Überkompensation kommt. Nun gilt es, den richtigen Zeitpunkt abzuwarten, um eine Summation von Superkompensationseffekten zu erzielen.
In der Praxis ist das Finden des optimalen Zeitpunktes für einen neuen Belastungsreiz schwierig, da hier noch eine Reihe anderer Faktoren, wie die individuelle Anpassungsfähigkeit, die Ernährung und andere trainingsbegleitende Maßnahmen eine zentrale Rolle spielen.

### Prinzip der progressiven Belastungssteigerung
Bei Trainingsbelastungen, die über eine längere Zeitdauer gleich bleiben, passt sich der Körper so an, dass gleichbleibende Trainingsreize nicht mehr überschwellig stark wirken oder sogar unterschwellig werden.
Deshalb ist es für eine weitere Leistungssteigerung erforderlich, die Trainingsbelastung in gewissen Zeitabständen zu steigern. Dabei kann die Belastungssteigerung kontinuierlich oder sprunghaft erfolgen.
Die kontinuierliche Form findet dabei vor allem im gesundheitsorientierten Fitnesstraining Anwendung. Im Leistungssport erfolgt die Steigerung der Belastung zeitweise auch sprunghaft, um auch auf einem hohen Leistungsniveau noch eine Anpassung erzielen zu können. Dabei besteht jedoch ein höheres Risiko die Grenzen der Belastbarkeit zu überschreiten.
Die Notwendigkeit einer schrittweisen Belastungssteigerung ist biologisch damit zu begründen, dass die biologische Anpassungskurve keinen linearen, sondern einen parabolischen Verlauf aufweist, da der Organismus bei einem hohen Anpassungsgrad geringere Antwortreaktionen zeigt.

### Prinzip der Belastungsvariation
Gleichartige Trainingsreize über einen längeren Zeitraum können zu einer Stagnation führen. Durch Veränderung des Belastungsreizes kann dies verhindert werden.
Dabei ist nicht nur eine Variation der Intensität, sondern auch der Trainingsinhalte, der Bewegungsdynamik und der Pausengestaltung (also auch der Trainingsmethoden und Belastungskomponenten) möglich.
Biologisch stellen Abwechslungen für den betroffenen Bereich (Muskel, vegetatives Nervensystem) eine Unterbrechung der Belastungsmonotonie dar (die Muskulatur wird „gereizt“) und führen als ungewohnte Belastungsreize zu neuen Störungen der Homöostase mit nachfolgenden Anpassungen.
Eine wesentliche Rolle spielt dieses Prinzip im Hochleistungstraining, weil dort aufgrund der erforderlichen Spezialisierung die Variation der Belastungskomponenten, -inhalte und -methoden nicht mehr gegeben ist, das Eintreten von Leistungsbarrieren andererseits geradezu nach Variation des Trainings verlangt. Die Variation ist dann im Rahmen eines vorgegebenen Intensitätsbereichs möglich und auch wirksam.

### Prinzip der Wiederholung und Kontinuität
Ein einmaliges Training löst noch keine erkennbaren und vor allem keine dauerhaften Anpassungen aus.
Ein regelmäßiges Training ist notwendig, weil der Organismus zunächst eine Reihe von Umstellungen einzelner Funktionssysteme durchlaufen muss, um eine stabile Anpassung erreichen zu können.
Die metabolischen (Stoffwechsel) und auch enzymatischen Umstellungsvorgänge vollziehen sich dabei relativ schnell (zwei bis drei Wochen). Für strukturelle (morphologische) Änderungen sind bereits längere Zeitspannen (mindestens vier bis sechs Wochen) anzusetzen, die steuernden und regelnden Strukturen des Zentralnervensystems benötigen die längste Anpassungszeit (Monate).

### Prinzip der Periodisierung und Zyklisierung
Insbesondere im Leistungssport ergibt sich das Problem, dass ein Sportler nicht ganzjährig im Hochleistungszustand sein kann, da er sich damit im Grenzbereich seiner individuellen Belastbarkeit befindet.
Deshalb ist eine Aufteilung des Trainingsjahres in verschiedene, systematische Schwerpunktphasen erforderlich (Makrozyklus). Typischerweise erfolgt folgende Einteilung:
- Vorbereitungsperiode (aufbauende Phase)
- Wettkampfperiode (stabilisierende Phase)
- Übergangsperiode (reduzierende Phase)

Diese Phasen des Makrozyklus werden wiederum selbst in belastungssteigernde, belastungserhaltende und belastungsreduzierende Phasen unterteilt (Meso- und Mikrozyklus).

### Prinzip der Individualisierung und Altersgemäßheit
Alle Trainingsreize müssen so gestaltet sein, dass sie der jeweiligen individuellen Belastbarkeit, Akzeptanz und Bedürfnislage des Sportlers entsprechen.
Dies beinhaltet die Beachtung folgender Faktoren:
- Individuelle Trainingsziele (z. B. Verbesserung der Leistungsfähigkeit, Fettreduktion, Körperformung, Muskelzuwachs)
- Individuelle Belastungsverträglichkeit, sowohl im orthopädischen Bereich (z. B. wirbelsäuleschonende Übungen bei Rückenbeschwerden), als auch im internistischen Bereich (z. B. Vermeidung von hohen Blutdruckwerten bei älteren Sportlern)
- Biologisches Alter (dies kann durchaus dem kalendarischen Alter widersprechen)
- Trainingsvorerfahrung und Trainingszustand
- Psychische Komponenten (z. B. Trainingsmotivation oder Leistungsbereitschaft)
- Geschlecht (z. B. Menstruation bei Frauen)
- Genetische Voraussetzungen (z. B. vorherrschender Typ von Muskelfasern Slow- oder Fast-Twitch)

### Prinzip der richtigen Belastungsfolge
Während einer Trainingseinheit kommt es zur Ermüdung des zentralen Nervensystems. Diese Ermüdungserscheinungen müssen innerhalb einer Trainingseinheit berücksichtigt werden. Daher ist es sinnvoll, dass sich der Sportler nach dem Aufwärmen mit Übungen höchster Beanspruchung für das zentrale Nervensystem befasst. Diese Beanspruchung sollte im Laufe des Trainings immer mehr abnehmen.

## Grundlage der Trainingsprinzipien

### Das Modell der Homöostase und Superkompensation

Grundlage der oben genannten Prinzipien sind biologische Anpassungsprozesse im Körper. Diese werden im sogenannten Modell der Superkompensation dargestellt und beziehen sich auf Abläufe der Energiebereitstellung im Körper.
Die Fähigkeit zur Adaptation (Anpassung) stellt beim Menschen (und auch anderen Lebewesen) ein Grundphänomen des Überlebens dar. Dabei geht das Modell der Homöostase und Superkompensation (auch Überkompensation genannt) von der Annahme aus, dass der Körper sich in einer ständigen Balance befindet, der sogenannten Homöostase.
Nach einem überschwelligen Trainingsreiz (siehe Prinzip des wirksamen Belastungsreizes (Reizschwellengesetz)) wird das Gefüge der Homöostase aus dem Gleichgewicht gebracht. Der Körper gerät daher in ein Ungleichgewicht (Heterostase).
Der Heterostase folgt der Adaptationsprozess und mündet schließlich wieder in einer Homöostase, nun aber auf einer höheren Ebene.

### Verteiltes vs. Massiertes Lernen
Vor allem, wenn es beim Training um die Entwicklung von Fertigkeiten geht, spielen neben den biologischen Anpassungsprozessen auch Lernprozesse eine Rolle. Während es bei Superkompensation um einen wellenförmigen Anstieg der Leistung geht, erreicht man bei Lernprozessen Lernplateaus, die nur durch massiertes Training aufzubrechen sind. Hierbei bedient man sich häufig des Blocktrainings, um auf eine höhere Lernstufe zu kommen.

## Weitere Trainingsprinzipien
In der Literatur finden sich weitere hier nicht detailliert erläuterte Trainingsprinzipien:
- Prinzip der regulierenden Wechselwirkung
- Prinzip der Vorrangigkeit und zielgerichteten Koordination